# Bail Organa
Senador Bail Prestor Organa é um personagem fictício da franquia Star Wars. Foi o primeiro presidente e vice-rei de Alderaan, um herói da Guerra dos Clones, e o chefe da Casa Real de Alderaan. Um político, ele foi um senador leal que comandou próximo ao próprio Chanceler Supremo Palpatine.
Bail Organa é pai adotivo de Leia Organa, foi Senador por Alderaan e um dos membros fundadores da Aliança Rebelde. Ele adota Leia após a mãe biológica dela, Padmé Amidala, morrer e o pai, Anakin Skywalker, se voltar ao Lado Negro da Força e se tornar Darth Vader, aprendiz do Imperador Palpatine/Darth Sidious. Bail é morto na destruição de Alderaan pela Estrela da Morte.
O personagem foi interpretado por Jimmy Smits nos Episódios II-III, Rogue One e Obi-Wan Kenobi e dublado por Phil LaMarr em The Clone Wars, Rebels, Tales of the Jedi e The Bad Batch. Apareceu pela primeira vez em Attack of the Clones, interpretado por Jimmy Smits, apesar de ter aparecido em algumas cenas de The Phantom Menace, em que foi retratado por Adrian Dunbar, mas esse foi transformado posteriormente em um personagem separado chamado Bail Antilles.